# Pyrgota lugens
Pyrgota lugens är en tvåvingeart som beskrevs av Wulp 1898. Pyrgota lugens ingår i släktet Pyrgota och familjen Pyrgotidae.
Artens utbredningsområde är Guatemala. Inga underarter finns listade i Catalogue of Life.